# Complexo de Lançamento Espacial 37 de Cabo Canaveral
O Complexo de Lançamento Espacial 37 (SLC-37), anteriormente Complexo de Lançamento 37 (LC-37), é um complexo de lançamento na Estação da Força Espacial de Cabo Canaveral, Flórida. A construção começou em 1959 e o local foi aceito pela NASA para apoiar o programa Saturno I em 1963. O complexo consiste em duas plataformas de lançamento. O LC-37A nunca foi usado, mas o LC-37B lançou voos Saturno I não tripulados (1964 a 1965) e foi modificado e lançou voos Saturn IB (1966 a 1968), incluindo o primeiro teste (não tripulado) do Módulo Lunar Apollo no espaço Apollo 5). Foi desativado em 1972. Em 2001, foi modificado como o local de lançamento do Delta IV, um sistema de lançamento operado pela United Launch Alliance.
O layout original do complexo de lançamento apresentava uma Estrutura de Serviço Móvel que poderia ser usada para servir ou acoplar um foguete em LC-37A ou 37B, mas não em ambos simultaneamente. A Delta IV Mobile Service Tower tem 330 pés (100 m) de altura e está equipada para atender a todas as configurações Delta IV, incluindo a Delta IV Heavy. Planos estão sendo propostos para as operações da SpaceX Starship a partir do LC-37 em um futuro próximo, já que o último foguete da família Delta, ou seja, o Delta IV Heavy se aposentou em abril de 2024.

## Histórico

### Configuração do foguete

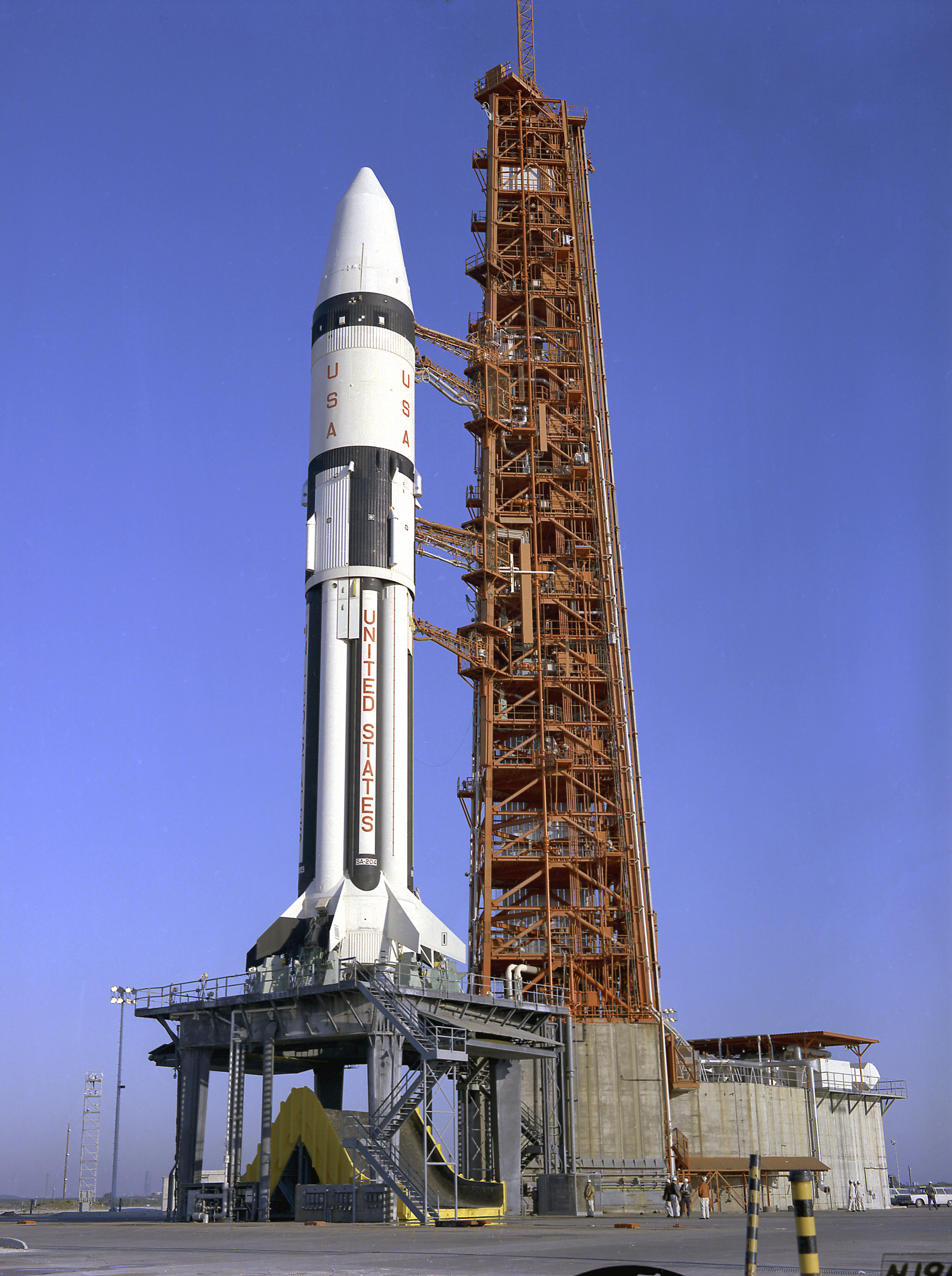
Apollo 5 na LC-37B em 1968

- Saturn I
- Saturn IB
- Delta IV
- Delta IV Heavy

### Saturno
Todos os voos operados pela NASA.
| Data                    | Veículo de lançamento | Carga útil                   | Missão/função | Observações                                    |
| ----------------------- | --------------------- | ---------------------------- | ------------- | ---------------------------------------------- |
| 29 de Janeiro de 1964   | Saturno I             | nenhum                       | SA-5          | Primeira etapa ao vivo do S-IV                 |
| 28 de maio de 1964      | Saturno I             | BP-13 CSM clichê             | A-101 (SA-6)  | Primeiro CSM boilerplate                       |
| 18 de setembro de 1964  | Saturno I             | BP-15 CSM clichê             | A-102 (SA-7)  |                                                |
| 16 de Fevereiro de 1965 | Saturno I             | CSM clichê Pegasus A e BP-16 | A-103 (SA-9)  | Pegasus estudou impactos micrometeoroide       |
| 25 de maio de 1965      | Saturno I             | Pegasus B e BP-26 CSM clichê | A-104 (SA-8)  |                                                |
| 30 de julho de 1965     | Saturno I             | Pegasus C e BP-9A CSM clichê | A-105 (SA-10) |                                                |
| 5 de julho de 1966      | Saturno IB            | nenhum                       | AS-203        | Teste de S-IVB; informalmente chamada Apollo 3 |
| 22 de janeiro de 1968   | Saturno IB            | LM-1                         | Apollo 5      | Teste do primeiro módulo lunar                 |

### Delta
Em 1998, a Boeing garantiu o direito de usar o SLC-37 para o lançamento da família de foguetes Delta IV. Modificações nas instalações foram feitas no SLC-37B e o primeiro lançamento ocorreu em 2002. O Delta IV Medium foi lançado do SLC-37 de 2002 até 2022, e o Delta IV Heavy foi lançado do SLC-37 de 2004 a 2024.

## Fotos

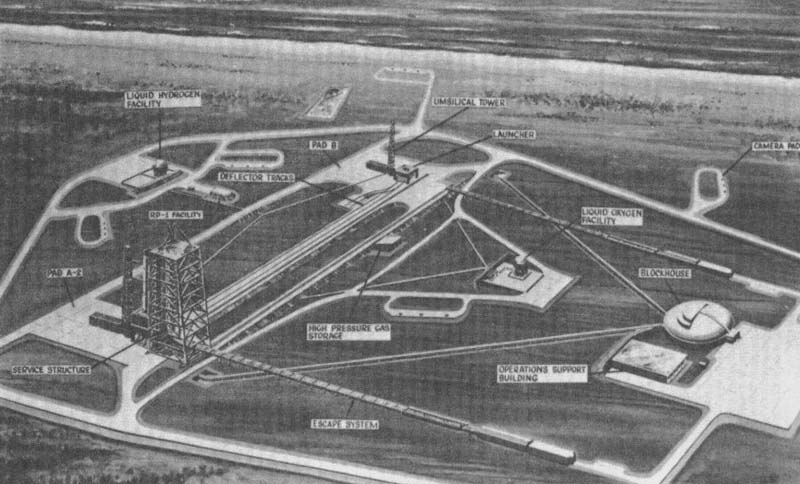
Mapa do Complexo de Lançamento 37 da década de 1960, com Estrutura de Serviço Móvel original
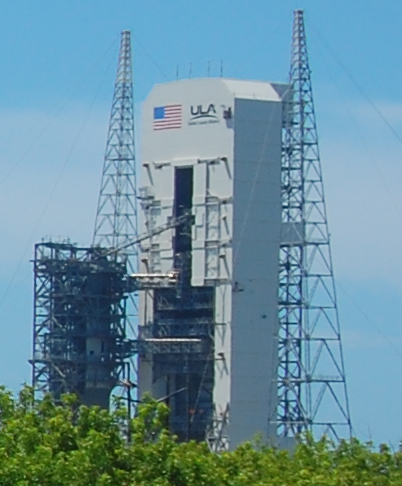
LC-37B em 2010, com a Torre de Serviço Móvel